# Nephrotoma cuthbertsoni
Nephrotoma cuthbertsoni är en tvåvingeart som beskrevs av Alexander 1956. Nephrotoma cuthbertsoni ingår i släktet Nephrotoma och familjen storharkrankar.
Artens utbredningsområde är Zimbabwe. Inga underarter finns listade i Catalogue of Life.